# Megachile seclusa
Megachile seclusa är en biart som beskrevs av Cockerell 1931. Megachile seclusa ingår i släktet tapetserarbin, och familjen buksamlarbin. Inga underarter finns listade i Catalogue of Life.